# Максимов, Дмитрий Евгеньевич
Дмитрий Евгеньевич Максимов (15 (28) декабря 1904, Царское Село — 13 марта 1987, Ленинград) — советский литературовед, историк литературы, поэт, мемуарист. Доктор филологических наук (1965).

## Биография
Родился в семье публициста, общественного деятеля, одного из зачинателей земского движения Евгения Дмитриевича Максимова.
Учился в частной гимназии, основанной Я. Гуревичем, последние два класса — в школе № 67 (бывшая 1-я гимназия). В 1926 окончил литературоведческое отделение факультета языкознания и материальной культуры Ленинградского университета (ныне филологический факультет ЛГУ), защитив диплом на тему «„Северный вестник“ и символисты». Своими учителями называл старшего брата В. Евгеньева-Максимова, Б. Эйхенбаума, Б. Томашевского. В. Виноградова.
В 1933 г. выслан на вольное поселение в Нарымский край сроком на три года как близкий знакомый Р. В. Иванова-Разумника, арестованного по сфабрикованному обвинению; благодаря вмешательству В. Д. Бонч-Бруевича летом 1934 г. вернулся в Ленинград.
Работал корректором в ленинградском отделении издательства АН СССР, сотрудничал с Институтом литературы и языка и Институтом русской литературы (Пушкинский Дом). Преподавал в Петрозаводском педагогическом институте (1938), на филологическом факультете Ленинградского университета (1938—1942, 1945—1950, 1957—1975) и в Ленинградском педагогическом институте им. М. Н. Покровского, в педагогических институтах Иванова (1942—1943) и Казани (1944).. Читал курсы «Русская литература XIX в.: первая половина», «Русская литература рубежа XIX — первых десятилетий XX в.», «Введение в литературоведение», спецкурсы о символизме и символистах. Около 20 лет вёл Блоковский семинар, участниками которого были как филологи (З. Г. Минц), так и представители литературного андеграунда (В. Кривулин, С. Стратановский).
Умер 13 марта 1987 года. Похоронен на кладбище в Комарове.

## Научная деятельность
С середины 1920-х гг. занимался историей русского символизма. Совместно с В. Е. Евгеньевым-Максимовым подготовил сборник «Из прошлого русской журналистики» (1930), включавший его работы о журналах «Северный вестник» и «Новый путь», в которых впервые использованы неизвестные документы из государственных и частных собраний, а также устные сообщения из личных бесед Максимова с С. А. Поляковым, И. М. Брюсовой, Г. И. Чулковым, Е. П. Ивановым, Андреем Белым, Л. Я. Гуревич, Р. В. Ивановым-Разумником, П. П. Перцовым и другими. Написанная в 1930-е гг. работа о журнале «Весы» осталась неопубликованной.
В дальнейшем в центре научных интересов Максимова — творчество М. Лермонтова, А. Блока и В. Брюсова. Основные работы: «Поэзия Валерия Брюсова» (1940), «Поэзия Лермонтова» (1959), «Брюсов: поэзия и позиция» (1969), «Поэзия и проза Ал. Блока» (1975). Участвовал в работе над собраниями сочинений Блока (1962) и Брюсова (1975), изданиями Лермонтова (1957) и Брюсова (1961) в «Библиотеке поэта».
Писал стихи, лишь немногие из них были опубликованы при его жизни, притом за рубежом и под псевдонимами (Иван Игнатов, Игнатий Карамов); в России книга стихов Мксимова издана посмертно (1994).
В последние годы писал воспоминания. Мемуарные очерки об А. Ахматовой и А. Белом включены в последнюю книгу Максимова «Русские поэты начала века» (1986).